# Hatigoria sauteri
Hatigoria sauteri är en insektsart som beskrevs av Jacobi 1914. Hatigoria sauteri ingår i släktet Hatigoria och familjen dvärgstritar. Inga underarter finns listade i Catalogue of Life.